# Фјорд Илулисат
Фјорд Илулисат (Гренландски.: Ilulissat Kangerlua) је ледени фјорд у западу Гренланда у општини Аванати. Овај фјорд је проглашен за светску баштину УНЕСКА 2004. године.

## Географија
Ледени брег Илулисат почиње 40 километара западно од гренландске снежне пустиње до Диско залива само на југу града Илулисат. Њен источни крај је Јакосхавнски глечер, који је најпродуктивнији глечер у Северној хемисфери. Глечер тече брзином од 20m до 35m на дан, закључујући да око 20 милијарди тона ледених брегова пролазе кроз фјорд сваке године.
Ледени брегови који се одвајају од фјорда су често велики - високи су око 1 km - толико су високи да плутају низ фјорд и да леже заглављени на дно њихових плитких области, понекад ту стоје и за годину дана, све док се не раздвоје силом глечера и других ледених брегова које пролазе кроз фјорд. При раздвајању, ледени брегови испливају у отворено море и углавном иду ка северу са океанским струјама пре кретању ка југу у Атлантском океану. Већи ледени брегови обично се не топе док не дођу до северне паралеле 40° - 45°, што би требало да буде јужно од Уједињеног Краљевства и отприлике на нивоу паралеле Њујорка.